# Uliocnemis unidentata
Uliocnemis unidentata là một loài bướm đêm trong họ Geometridae.